# Виннички
Ви́ннички (давня назва — Малі Винники) — село в Україні, в Давидівській сільській громаді, Львівського району, Львівської області. Орган місцевого самоврядування — Давидівська сільська громада. Населення становить 667 осіб. Колишній адміністративний центр Винничківської сільської ради, якому до 2020 року підпорядковувалися села Виннички, Гончарі та Дмитровичі.

## Населення
У 1880 році в селі мешкало 702 особи. Станом на січень 1939 року у селі мешкало 770 осіб, з них: 20 ополячених українців, 730 поляків та 20 юдеїв. Наприкінці 1960-х років у селі мешкало 650 осіб та налічувалося 192 домогосподарства. За даними всеукраїнського перепису населення 2001 року у селі мешкало 671 особа. Станом на 2021 рік — 667 осіб.
Мова
Розподіл населення за рідною мовою за даними перепису 2001 року був наступним:
| українська | 659 | 98,22 |
| російська  | 9   | 1,33  |
| білоруська | 1   | 0,15  |
| польська   | 2   | 0,30  |

## Географія
Село розташовано за 18 км на південний схід від обласного та районного центрів — міста Львова та 5 км від найближчої залізничної станції — Давидів на лінії Львів — Ходорів. Межує з селами Чишки, Давидів, Гончарі та Дмитровичі. Селом тече річка Кабанівка, ліва притока річки Білки (басейн Західного Бугу).

## Топоніми
Походження назви села походить від слів вино — виноград. Винничківський пан вирощував виноград, плоди якого здавав одному з винничківських фабрикантів, що мав свій винний завод на Лисій горі і постачав вино до княжого двору. Оскільки село було головним постачальником винограду, із якого виготовляли вино, то і дістало назву Виннички.

### Урбаноніми
Кількість елементів інфраструктури в селі — це 24 вулиці, 3 провулки з 230 будинками.
Вулиці
- Бузкова
- Весела
- Весняна
- Вишнева
- Гірська
- Джерельна
- Затишна
- Каштанова
- Козацька
- Краєвидна
- Крута
- Лісова
- Молодіжна
- Озерна
- Паркова
- Підлісна
- Ранкова
- Садова
- Сонячна
- СТ «Вишенька»
- Тиха
- Центральна
- Черешнева
- Шкільна

Провулки
- Верхній
- Короткий
- Нижній

Урочища
- Млини
- Людвін

## Історія
Перша згадка про Виннички датується 1352 роком. Тоді село мало назву Малі Винники, а згодом трансформувалося у Виннички.
Першим відомим власником села був львівський війт Бертольд. Підтвердження цього є у привілеї польського короля Казимира III від 22 серпня 1352 року, наданому Юрію (Ґеорґу) Руперту та Маргариті, дітям Матія, на вічне володіння маєтками у Львівському передмісті — млином Сільський кут, селом Малі Винники; «…і ці маєтки визначаються як даровані визначному мужеві Бертольду, колишньому львівському війтові, їхньому дідові великим володарем, блаженної пам'яті Львом, князем Русі, за його вірну службу…».
Інші джерела розповідають, що 1 листопада 1378 року князь опольський Володислав Опольський — (початково мандатом угорського короля Людовика, а згодом назвав себе «паном і власником земель Русі») дає Григорієві Штехеру, львівському міщанинові та дідичеві Малих Винник на другому боці ріки, що відмежовує те село, з метою заокруглення його посілості. З 1 липня 1549 року село Виннички належало Янові П'єчиховському. У першій половині XIX століття село належало графам Дунін-Борковським.
У червні-липні 1941 року до лав Червоної Армії було мобілізовано більше 23 мешканців села, що брали участь у бойових діях на фронтах німецько-радянської війни, 9 з них нагороджені орденами та медалями СРСР, 21 — загинули на війні.
По війні ополячених колишніх українців села Виннички переселено в глибину Польщі. Унаслідок операції «Вісла» село було заселено депортованими з Польщі українцями. Майже все населення села Виннички, крім кількох сімей, переселенці з Надсяння, Холмщини, Любачівщини. У 1948 році створюють перші колгоспи у селах Виннички, Гончари та Дмитровичі. У 1952 році вони об'єдналися в один колгосп імені Жданова (потім — 2-е відділення радгоспу «Винниківський»). Перший голова — М. Шиндюк, секретар — Яворович. Уже до 1955 року було відкрито медпункт та відділення поштового зв'язку.
У 1960-1980-х роках у Винничках знаходилося 2-е відділення радгоспу «Винниківський», за яким були закріплені 1418 га сільськогосподарських угідь, включно з 850 га орної землі. Тут була одна з найкраще обладнаних в області тваринницька ферма, де вперше на Львівщині застосували доїльну установку «Карусель». За успіхи в розвитку сільського господарства четверо мешканців села були нагороджені орденами і медалями СРСР, у тому числі керівник 2-го відділення радгоспу «Винниківський» І. С. Бурлака та ланкова М. П. Горошко — орденами Трудового Червоного Прапора. Станом на 1968 рік в селі діяли восьмирічна школа, де навчалося 127 учнів і працювало 12 вчителів, клуб, бібліотека з фондом 7,2 тис. примірників книг, фельдшерсько-акушерський пункт, крамниця.
Згідно з рішенням сесії Винничківської сільської ради у 2003 році було затверджено герб (за проєктом Р. Серцелевича) та прапор (за проєктом А. Гречила) села Виннички.

## Пам'ятки, визначні місця
- Храм собору Великомученика Димитрія Солунського, що на вул. Центральній, перебуває в користуванні релігійної громади Львівсько-Сокальської єпархії Православної церкви України парафії Великомученика Димитрія Солунського[16] та належить до Пустомитівського благочиння, Львівсько-Сокальської єпархії Православної церкви України.
- Храм Святого Великомученика Димитрія Солунського, збудований в селі Виннички у 1998 році[17]. Перебуває в користуванні релігійної громади Львівської архієпархії Української греко-католицької церкви парафії Святого Великомученика Димитрія Солунського та належить до Винниківського деканату, Львівської архієпархії Української греко-католицької церкви.
- Кам'яний хрест, встановлений у 1901 році біля садиби Олекси Турка[18].

## Археологічні розвідки
Археологічною експедицією очолюваною Борисом Возницьким на заході урочища Людвін виявлені найдавніші поселення на території села, датовані VI–V століттям до нашої ери.